# Végh Tibor (politikus)
Végh Tibor (Budapest, 1956. május 3.) üzletember, politikus (MSZP) és fotós. Gyál önkormányzati képviselője.
Volt a Főtaxi Zrt. ügyvezető igazgatója 2001–2005 között, a 2006. évi országgyűlési választásokon pedig egyéni mandátumot szerzett Pest megye (2011-ig) 13. választókerületében, Gyálon.

## Élete
Külvárosi, tradicionális munkáscsaládból származik. Édesapja amatőr festőművész volt, rajzolni és fotózni is tanította, a fotográfia mégis csupán a 90-es évek végén vált fontossá számára egy végigfotózott utazást követően. 1997 óta él Gyálon.
1973-ban gépszerelő szakmunkás vizsgát tett, 1975-ben az újpesti Könyves Kálmán Gimnáziumban érettségizett, majd 1978-ban a csepeli Kossuth Lajos Repülőgépészeti és Gyártástechnológiai Szakközépiskolában gépgyártás-automatizálási technikusi bizonyítványt szerzett. Volt gépszerelő, majd gyártástechnológusként bányagépek összeszerelését irányította, 1981-től pedig a Budapest IV. kerület Tanács VB műszaki osztályának előadója, ahol részt vett az Újpesti lakótelep és a metró építésének engedélyezési eljárásaiban is.
1990-ben az Államigazgatási Főiskolán jeles eredménnyel diplomázott igazgatás-szervező szakon. 1991-től a politikai igazgatásban dolgozik. Előbb a Hangya Rt vezérigazgató-helyettese volt, majd a Futura Kereskedelmi Részvénytársaságot vezette, illetve irányított autópálya-építéssel kapcsolatos nagyberuházást a Vegyépszer Rt. cégcsoportnál. 2001–2005 között a Főtaxi Autóközlekedési Rt vezérigazgatója volt.
A Baloldali Alternatíva Egyesülés ügyvivőjeként 1989-ben részt vett a Nemzeti Kerekasztal tárgyalásokon. Tagja Budapest IV. kerület Önkormányzat Lakás- és Szociálpolitikai Bizottságának 1990–1992 között, 1998-tól pedig Gyál Város Önkormányzatának pénzügyi és gazdálkodási bizottságának, ahol 2002 óta önkormányzati képviselő is.
A Magyar Szocialista Párt alapítója. 1999-től volt az MSZP Pest megyei területi szövetségnek gazdaságpolitikai alelnöke, részt vesz a megye gazdaságpolitikai döntéseinek előkészítésében, kongresszusi küldött. 2002-ben Pest Megye Közgyűlésének gazdasági alelnökévé választották, mely tisztséget 2006-ig gyakorolta. A 2006. évi országgyűlési választásokon Pest megye 13. választókerületében szerzett egyéni mandátumot a Magyar Szocialista Párt színeiben (a 2. fordulóban az SZDSZ-szel közös jelöltként). 2006. június 19-től 2010-ig a költségvetési, pénzügyi és számvevőszéki bizottság tagja volt. A Parlament költségvetéssel és az ország pénzügyeinek ellenőrzésével foglalkozó költségvetési bizottságban feladatai közé tartozott a feketegazdaság és a korrupcióellenes törvényjavaslatok kidolgozása, a gazdasági verseny ellenőrzése. A 2014-es önkormányzati választáson a kompenzációs listán a DK-val indult.
Második felesége Véghné Bágya Ildikó, egy lányuk van. Három gyermek, két lány és egy fiú édesapja.
Fotográfusként volt már kiállítása Szentendrén, Vácott, Gyálon, Dabason, Ócsán, Nagykőrösön és több Pest megyei településen. Fotói Szigetbecsén is helyet kaptak André Kertész emlékházában. Hollandiában, Rotterdamban pedig egy Magyarországról szóló sorozatot állíthatott ki.

Végh Tibor fotói
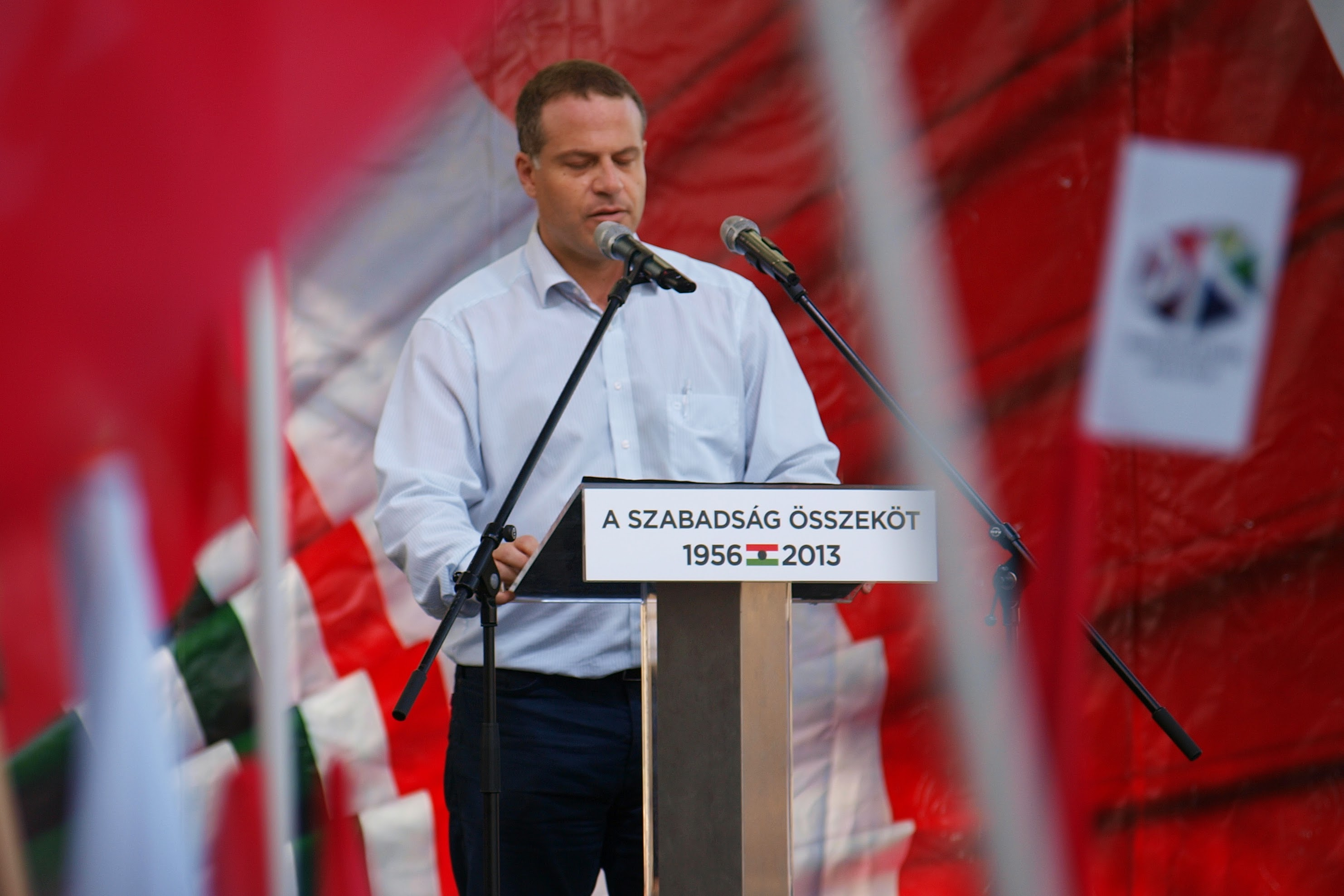
Juhász Péter (2013)
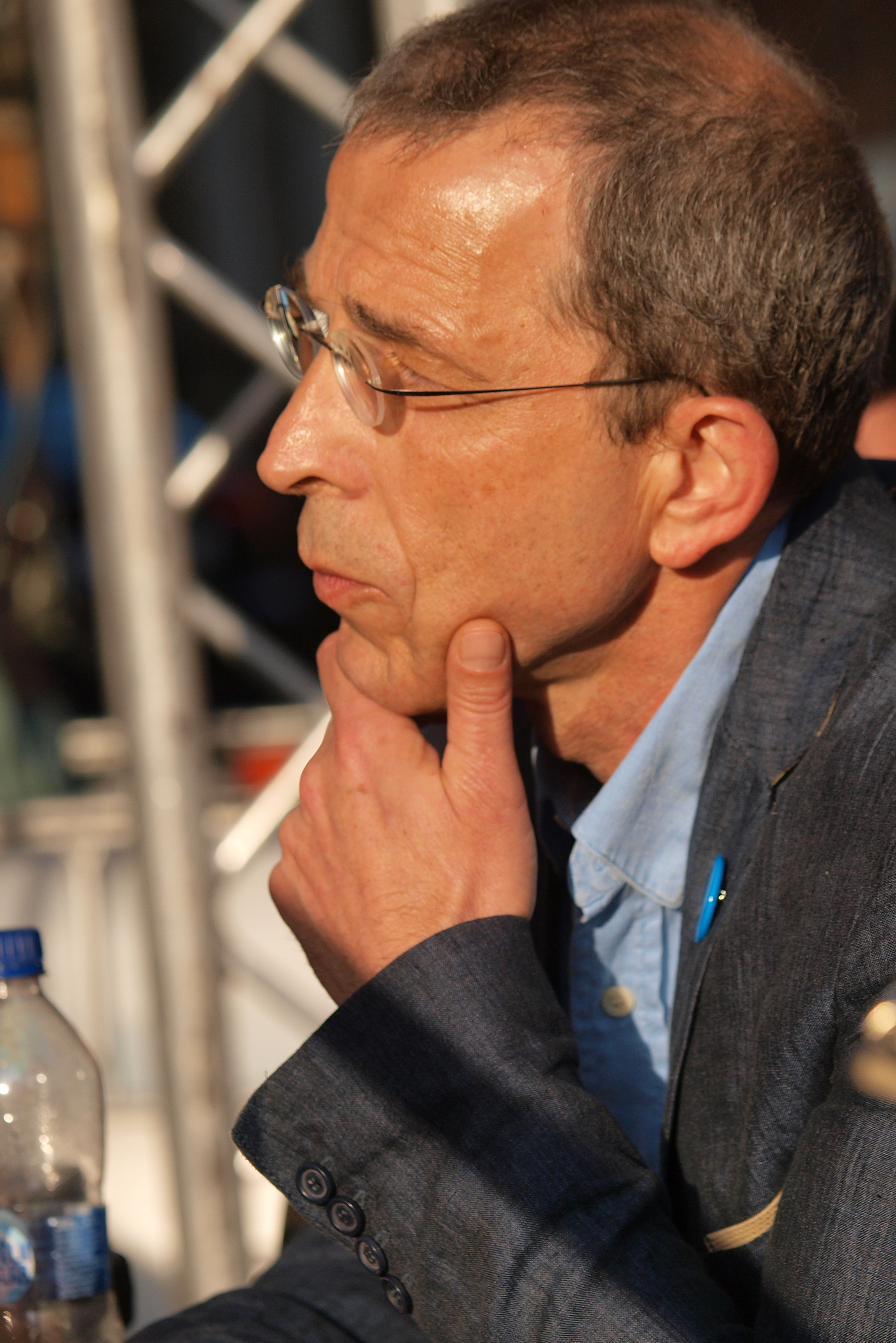
Bodnár Zoltán (2015)
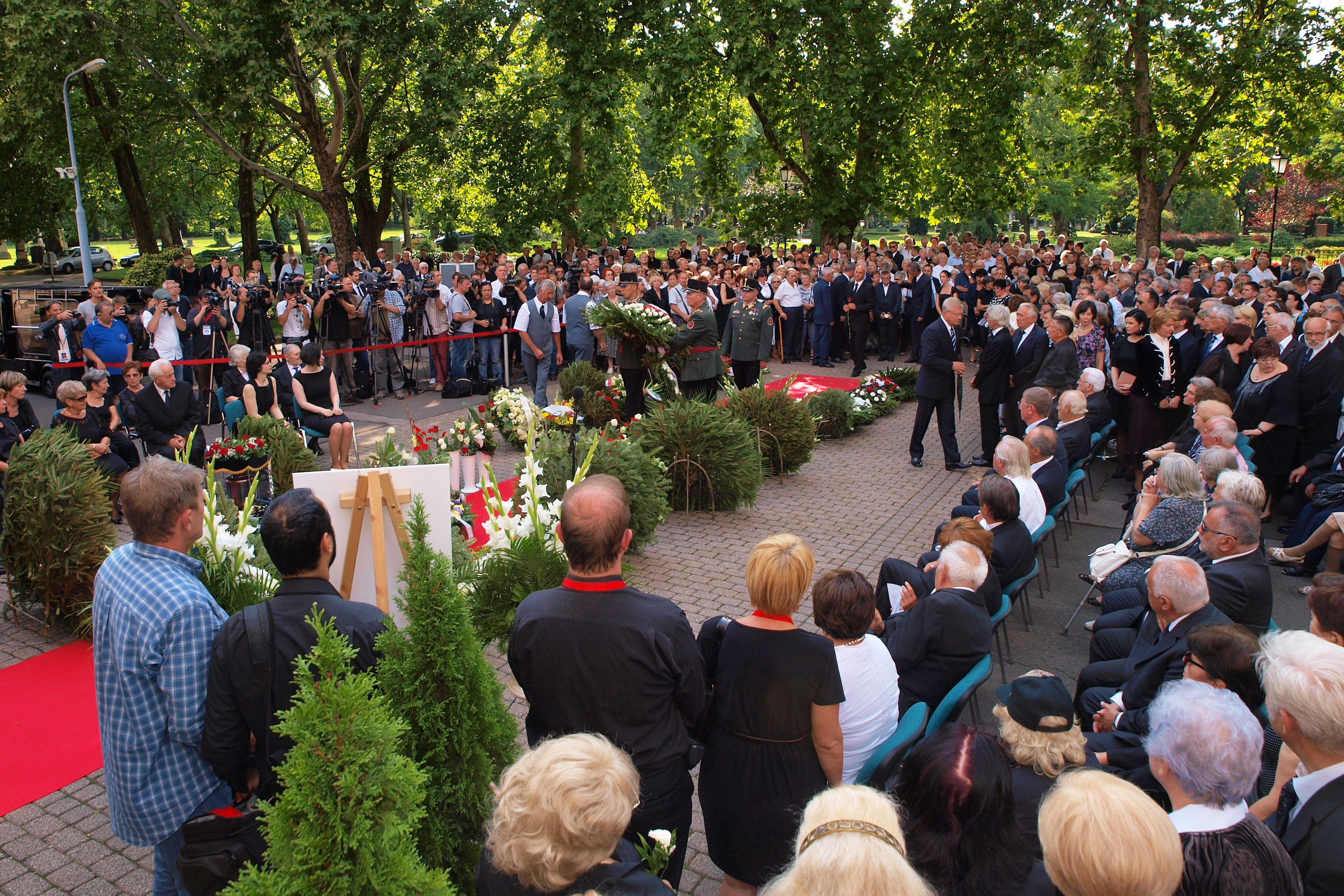
Kiss Péter temetése (2014)
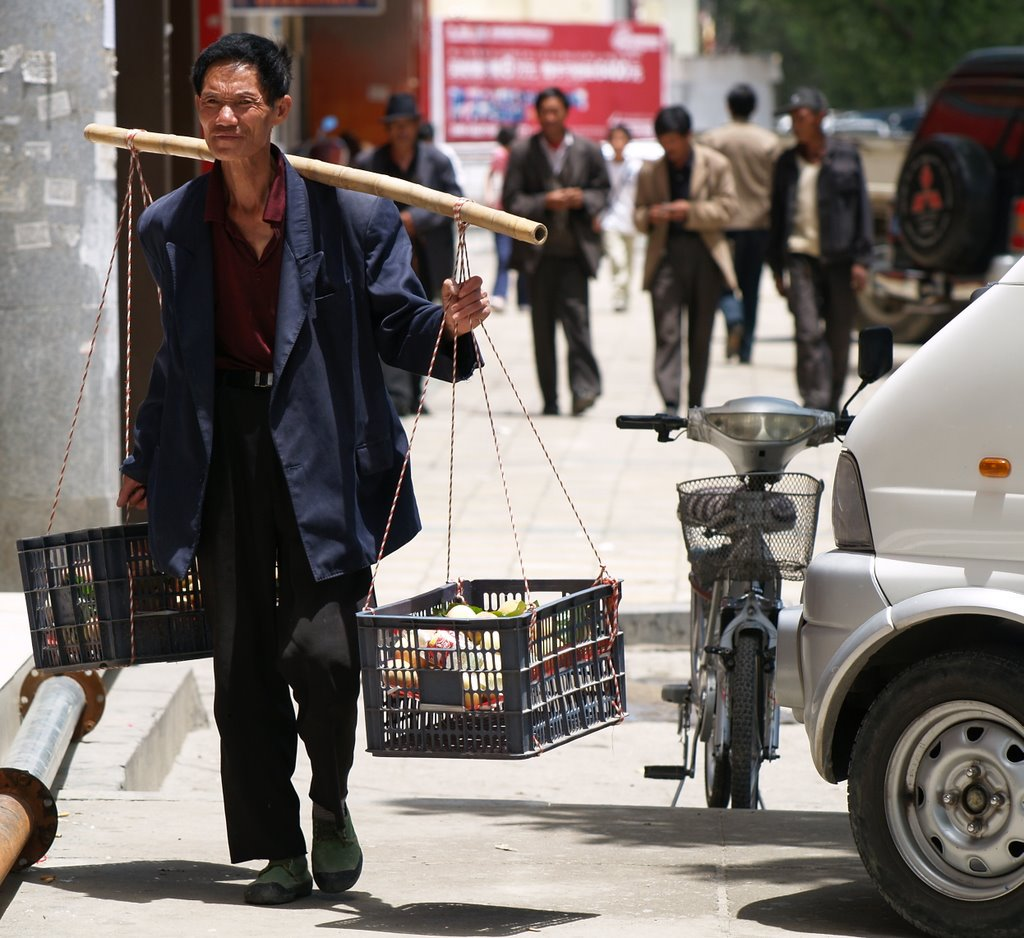
kínai életkép (2007)
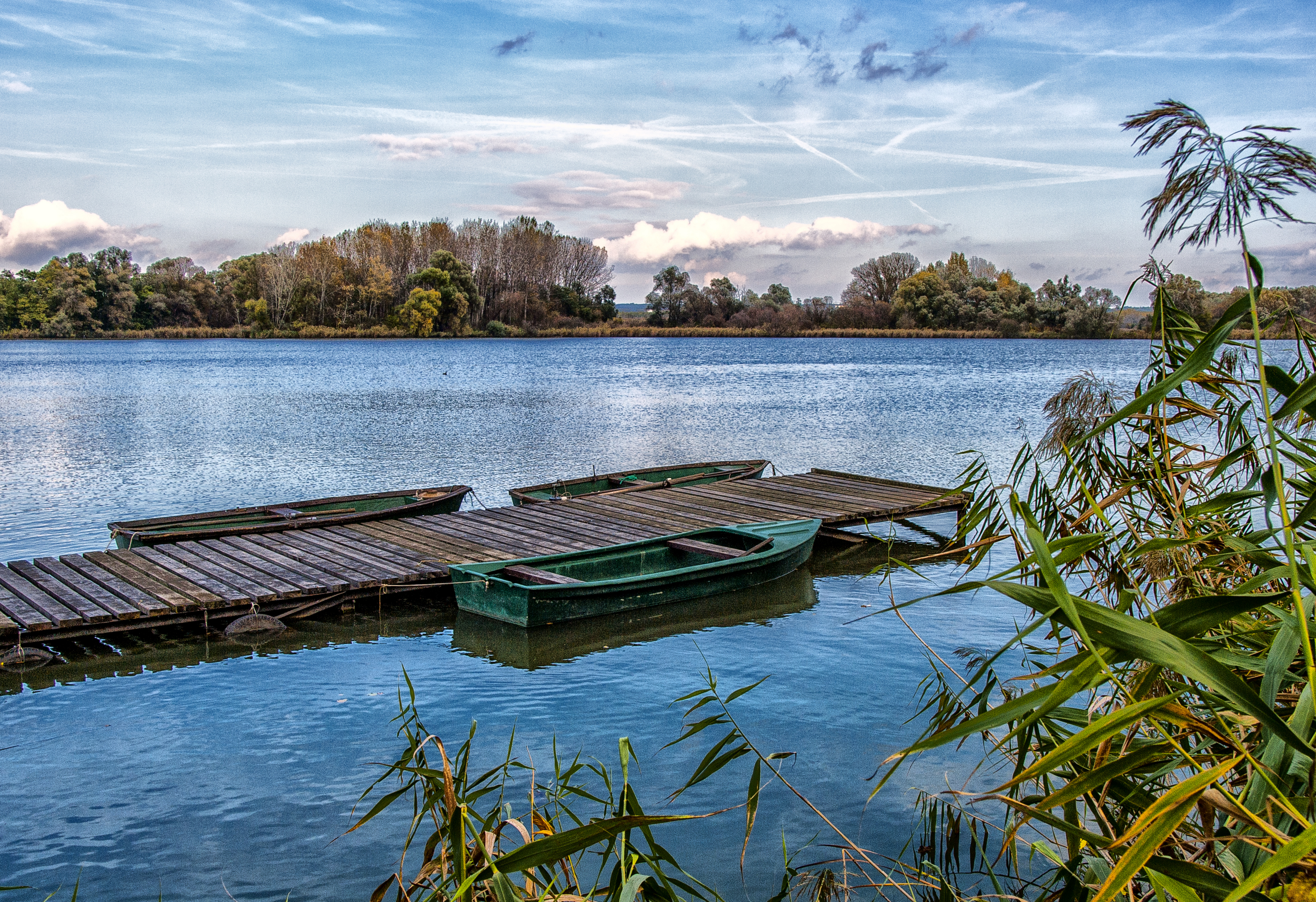
Naplás-tó (2016)